# GUPPY
GUPPY（グッピー求人）は、株式会社グッピーズ が運営する医療・介護分野の求人サイト。

## 概要
2000年5月に日本初の医療系求人サイトとしてサービスを開始。徐々に取り扱う分野を拡大し、2024年現在は医療・歯科・介護・福祉・施術などの分野で50職種以上に対応する。料金体系としては、閲覧課金型料金システムを特徴とする。

## 沿革
- 2000年5月（平成12年） - GUPPY運営開始
- 2009年6月（平成21年） - 閲覧課金型料金システムを導入
- 2010年4月（平成22年） - 新卒学生向け求人サイト「GUPPY就職（現：GUPPY新卒）」を公開
- 2015年9月（平成27年） - 医療・介護・福祉の就職情報誌発行[4]
- 2024年8月（令和6年） - 料金体系を閲覧課金型料金システムに一本化[5]